# مستشفى يافا الجراحي (سوريا)
يقع مستشفى يافا الجراحي في ضاحية المزة بدمشق وهو أحد المراكز الطبية البارزة التي تديرها جمعية الهلال الأحمر الفلسطيني في سوريا.  تأسس المستشفى عام 1970 لتقديم الخدمات الطبية للجرحى ومصابي الثورة الفلسطينية القادمين من لبنان واستمر في تقديم خدماته على مدى عقود ليصبح اليوم مؤسسة طبية تخدم الفلسطينيين والسوريين على حد سواء.

## التاريخ

### التأسيس والتطور
بدأ مستشفى يافا الجراحي كمرفق طبي صغير يهدف إلى توفير الرعاية الصحية للجرحى الفلسطينيين.  ومع مرور الوقت تطور المستشفى ليشمل مجموعة واسعة من التخصصات الطبية الجراحية مما جعله من المراكز الطبية المهمة في دمشق.  في عام 2000 قاموا بافتتاح المخبر المركزي للتحاليل الطبية والتشريح المرضى بالإضافة إلى مخبر الصناعة السنية والعيادة السنية الجراحية مما ساهم في تعزيز قدرات المستشفى التشخيصية والعلاجية.

### الخدمات الطبية والتخصصات
يضم المستشفى مجموعة من الأقسام المتخصصة بما في ذلك قسم الطوارئ الذي يعمل على مدار الساعة وقسم الحواضن للولدان والخدج المجهز بأحدث الأجهزة والمستلزمات الطبية.  كما يوفر المستشفى خدمات في مجالات الجراحة العامة جراحة المناظير جراحة الأوعية الدموية والعديد من التخصصات الأخرى.  يعمل في المستشفى فريق طبي متخصص يسعى لتقديم رعاية صحية عالية الجودة للمرضى. 

### التحديثات والتجهيزات
شهد المستشفى عمليات تحديث وتطوير مستمرة لتعزيز جودة الخدمات المقدمة.  في السنوات الأخيرة تم إعادة تأهيل قسم العمليات وتزويده بأحدث التقنيات والأجهزة الطبية مما ساهم في تحسين مستوى الرعاية الصحية المقدمة للمرضى.

### الدور الإنساني والاجتماعي
يلعب مستشفى يافا الجراحي دورًا إنسانيًا مهمًا في تقديم الرعاية الصحية للفلسطينيين والسوريين خاصة في ظل الأزمات التي شهدتها المنطقة.  يعمل المستشفى على تقديم خدماته لجميع المرضى بغض النظر عن خلفياتهم مما يعكس التزامه بالمبادئ الإنسانية التي تأسست عليها جمعية الهلال الأحمر الفلسطيني.